# 夢幻奇緣
《夢幻奇緣》（日語：ファンタスティックフォーチュン）於1998年11月27日由日本富士通發售。簡稱夢奇。目前共出兩代，一代的中文版由大宇資訊股份有限公司代理發售，目前一代無論在日本或台灣都已絕版。

## 概要
在一代遊戲中，玩家可從三名女主角中選出一人，開始在夢幻王國克萊茵一年的生活。另外兩名沒選到的女主角，也將是遊戲中的重要角色。故事中另有七位男主角，三名隱藏人物，在王國中各有不同職業與身份。結局共分成戀愛、友情、主線及隱藏結局共三十多種。
劇本·原畫都由結城梓擔當。

## 歴史
夢幻奇緣
1998年11月27日發售。Windows95/98用軟件。由富士通發售。
PC Game Best系列 Vol.32 夢幻奇緣
2000年8月25日發售。Windows95/98用軟件。廉價版。由Cyber Front發售。
夢幻奇緣
2001年5月24日發售。Play Station用軟件。由Cyber Front發售。

## 登場角色

### 主角
黛安娜·愛爾·薩克利德（Diana el Circled）
聲 - 茶山莉子
15歲。6月23日出生。巨蟹座。O型。
克萊茵王國的第二公主。
希爾菲斯·卡斯楚斯（Sylphis Castries）
聲 - 石田彰
15歲。5月22日出生。雙子座。A型。
見習騎士。克萊茵東部的安海爾村出身。
藤原芽衣（Mei Fujiwara）
聲 - 坂本真綾
16歲。9月21日出生。處女座。AB型。
女子高中生。從異世界的現代日本被魔法陣召喚到克萊茵的普通少女。

### 攻略角色
塞留斯·阿爾·薩克利德（Seirios al Circled）
聲 - 綠川光
23歲。7月26日出生。獅子座。O型。
克萊茵王國的皇太子。
席翁·凱納斯（Sion Kinus）
聲 - 鹽澤兼人
26歲。4月17日出生。白羊座。血型不明。
克萊茵王國宮廷魔導師，實力為王國第一魔法師。
奇爾·謝利安（Kiel Serian）
聲 - 遠近孝一
19歲。10月15日出生。天秤座。AB型。
魔法研究院學生，研究院第一秀才。與安修·謝利安為雙胞胎兄弟。
雷奧尼斯・克雷比勒（Leonis Krebele）
聲 - 鈴置洋孝
30歲。12月8日出生。射手座。B型。
王宮的近衛騎士、騎士見習訓練所的負責人。
安修·謝利安（Aish Serian）
聲 - 宮田始典
19歲。10月15日出生。天秤座。AB型。
宮廷的文官。與奇爾·謝利安為雙胞胎兄弟。
卡傑爾·塔那（Gazel Tana）
聲 - 橫手久美子
15歲。8月13日出生。獅子座。O型。
見習騎士。雷奧尼斯・克雷比勒的部下。
伊利斯·艾溫尼爾（Jelis Aveniel）
聲 - 千葉進步
22歲。1月24日出生。水瓶座。血型不明。
流浪的吟遊詩人。似乎與席翁·凱納斯及塞留斯·阿爾·薩克利德彼此認識。
阿爾姆雷迪·雷諾·達利斯
聲 - 綠川光
21歳。1月1日出生。山羊座。A型。
在黛安娜的主線劇情中出現。實際身分為克萊茵王國的北側的鄰國·達利斯王國的前皇太子。
艾露蒂亞 / 諾倩
聲 - 茂呂田薰
年齡不明。
希爾菲斯隱藏路線中的角色。
雷帝斯
聲 - 有澤俊浩
年齡不明。
黛安娜隱藏路線中的角色。
留克西爾·馮·布拉尤安
聲 - 橫手久美子
10歳。
芽衣隱藏路線中的角色。

### 其他
蜜莉艾爾·馮·羅塞貝爾克
推定12歳。
亞里莎
真正身分不明。與世界的信仰──艾貝女神似乎有著千絲萬縷的聯繫。
金髮的女人
聲 - 藤臣香乃
真正身分不明。與世界的信仰──艾貝女神似乎有著千絲萬縷的聯繫。
瑪麗蓮王妃
在十年前死亡，國王的第二王妃。黛安娜的生母。
艾斯塔斯·馮·羅塞貝爾克

## 主題曲
片頭曲「夢幻奇緣」
作詞·作曲 - 富田美智子 / 歌 - 茶山莉子
片尾曲「風向對面…」
作詞·作曲 - 富田美智子 / 歌 - 茶山莉子
完成主線結局時的片尾曲。
片尾曲「Don't Lose Your Smile」
作詞·作曲 - 富田美智子 / 歌 - 茶山莉子
完成戀愛結局時的片尾曲。

## 關連條款
軟件
夢幻奇緣 
2001年3月30日發售。Desktop Accessory。Windows95/98/Me用。

## 關連項目
- 夢幻奇緣2
- 戀愛物語

## 外部連結
- 日本富士通 （页面存档备份，存于）（連結切斷）（日語）